# Tegenaria labyrinthi
Tegenaria labyrinthi là một loài nhện trong họ Agelenidae.
Loài này thuộc chi Tegenaria. Tegenaria labyrinthi được Paolo Marcello Brignoli miêu tả năm 1984.